# Ponte di Porta Napoli
Il ponte di Porta Napoli (o ponte di pietra) di Taranto è la struttura in pietra che sovrasta il canale naturale a nord-ovest della città.
Lungo 115 metri e con tre sole arcate, è dedicato a Sant'Egidio Maria da Taranto.

## Storia
L'odierno ponte fu costruito quando nel 1883 un'alluvione distrusse il ponte di 7 arcate voluto da Niceforo II Foca nel X secolo.
Rispetto al nuovo ponte, l'antico si estendeva secondo un asse diverso da quello attuale, e per meglio proteggere la città dalle frequenti incursioni esterne, era stato fortificato nel 1404 con la costruzione sulla piazza Grande, ora piazza Fontana, della torre di Raimondello e della "Cittadella", un grosso mastio quadrato cinto di mura e fiancheggiato da due torrioni. 
Nel 1865, Taranto fu dichiarata aperta e libera da servitù militari da un regio decreto del re Vittorio Emanuele II di Savoia: si decise allora per la distruzione di tutte le mura e le fortificazioni esistenti, perseguendo un impeto liberatorio che finì per coinvolgere la stessa "Cittadella", abbattuta in varie fasi dal 1884 al 1893 per motivi di odio verso il medioevo. 

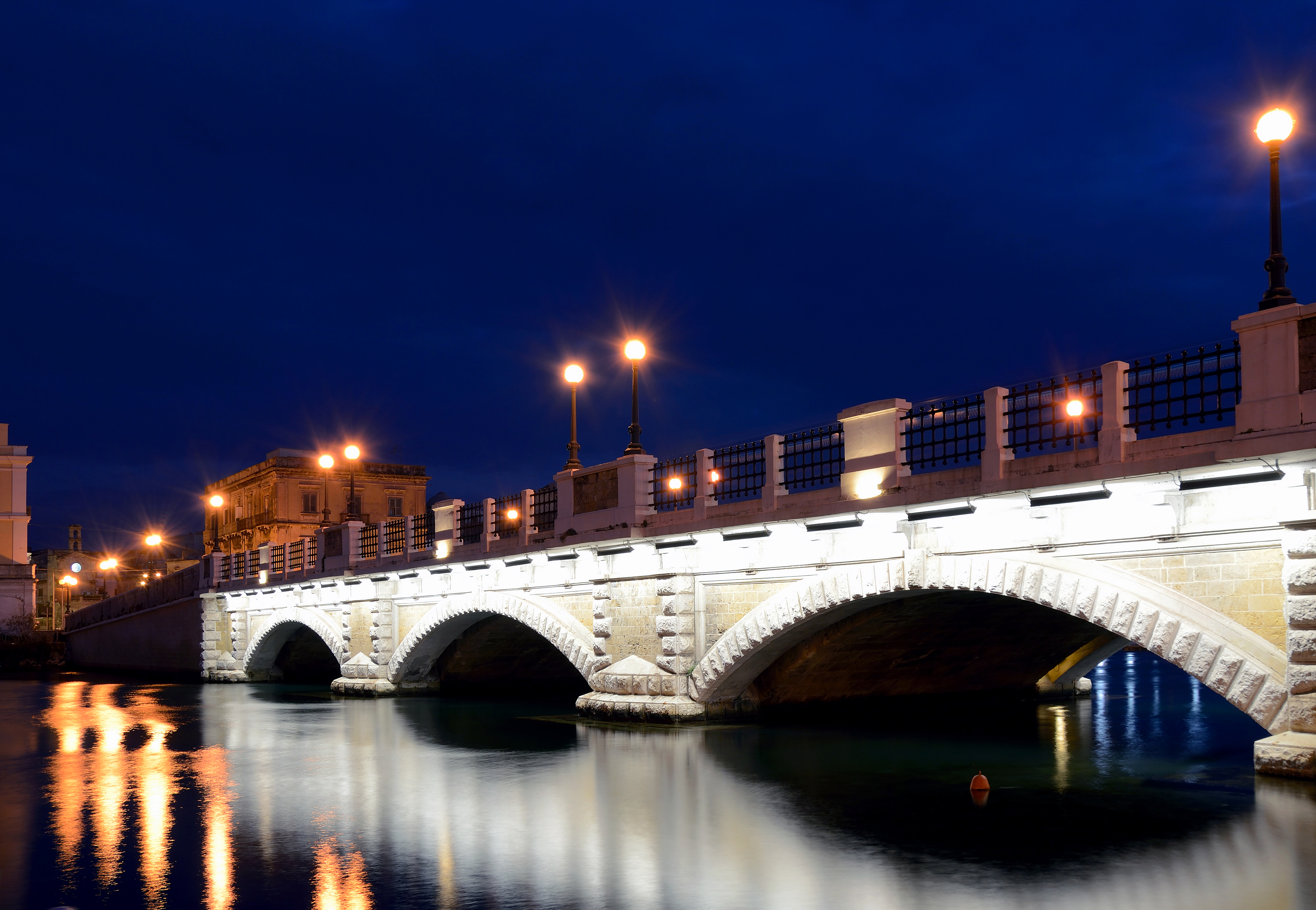

Nel 1930, lo storico Giuseppe Carlo Speziale si espresse in proposito mal giudicando quella decisione nella sua "Storia militare di Taranto negli ultimi cinque secoli": 

«Era sempre stata modesta la vita della vecchia torre ed in carattere colla sottostante piazza del mercato che, colla fontana e gli abbeveratoi, era luogo di traffico, di sagre e di fiere. Aveva fatto il suo dovere la Cittadella e aveva resistito bene all'assedio di Ladislao quand'era fresca fresca, giovane di tre anni e incrollabile a quella specie di cannonate come se ne sparavano allora; poi aveva avuto una sua vecchiaia davvero placida, senza disturbi, né scosse, né affanni. Il vecchio mastio era sempre stato né più né meno che un corpo di guardia per la sorveglianza della Porta di Napoli e per la tutela dell'ordine là in piazza, con pochi, pochissimi soldati per chiudere al tramonto la porta, per sedare qualche alterco [...]; poi la gente, col poeta locale, andava a fantasticare: Nel silenzio delle sere,/ col fischiar delle bufere,/ quanti spettri ne' sudari,/ negli androni solitari/... La volevano drammatizzare per forza, e la demolirono senza ragione, per odio al medioevo. E fu sciocchezza e malvagità grande.».